# Mahaut af Artois
Mahaut af Artois også kendt som Matilde (1268  –  27. november 1329), regerede som grevinde af Artois fra 1302 til 1329. Hun var desuden regent for Grevskabet Burgund fra 1303 til 1315 under sin datter Johanne 2., grevinde af Burgunds formynderskab og fravær.

## Biografi

### Tidlige liv
Hun var det ældste barn (og eneste datter) af Robert 2., greve af Artois, og Amicie af Courtenay. Hendes bedsteforældre på faderens side var Robert 1., greve af Artois, og Matilde af Brabant, mens hendes bedsteforældre på moderens side var Pierre de Courtenay, Seigneur de Conches og Perronelle de Joigny. Hun var søster til Filip af Artois (1269-1298) og Robert af Artois (født 1271).
I 1291 ægtede Mahaut Otto 4., greve af Burgund. Hun blev mor til tre børn, herunder to piger, der ægtede konger af Frankrig.

### Styre i Artois
På grund af hendes bror Filips for tidlige død i 1298, arvede hun Grevskabet Artois ved sin fars død i 1302, i stedet for hendes nevø Robert 3. (hendes arv var baseret på blodbeslægthed). Selvom han gentagne gange anfægtede beslutningen, blev hendes rettigheder til grevskabet konsekvent opretholdt af parlamentet i Paris og det kongelige hof. Hun var en dygtig administrator og formåede at slå de mange adelsmænds oprør ned.

### Regentskab i Burgund
Efter hendes ægtefælles død i 1303 blev han efterfulgt af deres datter Johanne 2., grevinde af Burgund i Grevskabet Burgund. Da Johanne 2. var mindreårig, fungerede hun som sin regent under hendes formynderskab. Da Johanne 2. i 1307 blev gift med den senere Filip 5. af Frankrig, fortsatte Mahaut med at regere hendes fraværende datters domæner indtil 1315.

### Død
Efter Mahauts død i 1329 blev grevskabet Artois arvet af hendes datter Johanne.

## Børn
- Johanne 2., grevinde af Burgund (ca. 1291–1330), ægtede Filip 5. af Frankrig[6]
- Blanka af Burgund (ca. 1296–1326), gift med Karl 4. af Frankrig[6]
- Robert af Burgund (ca. 1300–1317).

Mahauts døtre Johanne 2. og Blanka var sammen med deres kusine Margrete af Burgund, alle fremtidige dronninger af Frankrig, impliceret i Tour de Nesle Affæren.

## I skønlitteraturen
Mahaut er en hovedperson i De Usalige Konger , en række historiske romaner af Maurice Druon. I Druons fortælling forgiver hun Ludvig 10. og hans spæde søn Johan 1., for senere selv at blive forgiftet på samme måde af sin hofdame Béatrice d'Hirson, som oprindeligt hjalp med kongens forgiftning. Allan Massie skrev i The Wall Street Journal: "Få figurer i litteraturen er så forfærdelige som grevinden Mahaut, morder og kongemager." Hun blev portrætteret af Hélène Duc i den franske tv-miniserie fra 1972, og af Jeanne Moreau i genindspilningen fra 2005.